# إميليانو فرانكو
اميليانو فرانكو (بالإسبانية: Emiliano Franco)‏ (21 أكتوبر 1994 بالأرجنتين - ) هو لاعب كرة قدم أرجنتيني في مركز الوسط. لعب مع نيولز أولد بويز.

## وصلات خارجية
- إميليانو فرانكو على موقع قاعدة بيانات كرة القدم.إي يو (الإنجليزية)
- إميليانو فرانكو على موقع Soccerway.com (الإنجليزية)